# División de Honor de fútbol sala 2009-10
La temporada 2009-10 de División de Honor fue la 21.ª edición de la máxima competición de la Liga Nacional de Fútbol Sala de España. Se disputó entre el 11 de septiembre de 2009 y el 6 de junio de 2010.
El vencedor fue ElPozo Murcia Turística, que se proclamó campeón por segunda temporada consecutiva. Los murcianos necesitaron cuatro partidos para derrotar en la final del playoff al MRA Navarra. Por otro lado, FS Zamora y Pinto FS descendían a División de Plata.
La temporada destacó también por la llegada a la presidencia de la LNFS de Javier Lozano Cid y por la firma de un contrato de patrocinio con Unidad Editorial, por el que Marca se convertía en el patrocinador oficial y Veo7 retransmitiría un partido por jornada más la fase final.

## Equipos participantes
| Club                             | Entrenador                 | Ciudad                   | Pabellón                         | Capacidad | 2008-09    |
| -------------------------------- | -------------------------- | ------------------------ | -------------------------------- | --------- | ---------- |
| ElPozo Murcia Turística          | Duda                       | Murcia                   | Palacio de Deportes de Murcia    | 7.500     | 1º         |
| Inter Movistar                   | Jesús Candelas             | Alcalá de Henares        | Caja Madrid de Alcalá de Henares | 4.500     | 2º         |
| FC Barcelona                     | Marc Carmona               | Barcelona                | Palau Blaugrana                  | 7.500     | 3º         |
| Xacobeo 2010 Lobelle de Santiago | Tomás de Dios              | Santiago de Compostela   | Multiusos Fontes do Sar          | 6.050     | 4º         |
| Benicarló Aeroport Castelló      | Eduardo García Belda       | Benicarló                | Municipal de Benicarló           | 2.000     | 5º         |
| Punctum Millenium Pinto          | Javier Carracedo Posa      | Pinto                    | Municipal Príncipes de Asturias  | 5.000     | 6º         |
| Caja Segovia Fútbol Sala         | Jesús Velasco              | Segovia                  | Municipal Pedro Delgado          | 3.000     | 7º         |
| MRA Navarra                      | Imanol Arregui             | Pamplona                 | Pabellón universitario           | 3.000     | 8º         |
| Azkar Lugo FS                    | Bruno Garcia               | Lugo                     | Municipal De Lugo                | 2.200     | 9º         |
| Reale Cartagena                  | Luis Fonseca               | Cartagena                | Wsell de Guimbarda               | 2.500     | 10º        |
| Carnicer Torrejón FS             | José Carnicer Castro       | Torrejón de Ardoz        | Municipal Jorge Garbajosa        | 4.000     | 11º        |
| Playas de Castellón              | Fran Torres                | Castellón                | Pabellón Ciutat de Castelló      | 4.500     | 12º        |
| Gestesa Guadalajara              | Andreu Plaza               | Guadalajara              | Municipal David Santamaria       | 2.200     | 13º        |
| Marfil Santa Coloma              | Juan Antonio Miguel García | Santa Coloma de Gramanet | Municipal Jacint Verdaguer       | 2.400     | 14º        |
| Arcebansa Chint Zamora           | Miguel Ángel Hernández     | Zamora                   | Pabellón Ángel Nieto             | 1.200     | 1º (Plata) |
| Sala 10 Zaragoza                 | Santi Herrero              | Zaragoza                 | Pabellón Siglo XXI               | 2.800     | 2º (Plata) |

## Clasificación

### Liga regular
| Puesto | Equipo                           | Ptos | J  | G  | E | P  | GF  | GC  | DG  | Nota                         |
| ------ | -------------------------------- | ---- | -- | -- | - | -- | --- | --- | --- | ---------------------------- |
| 1      | ElPozo Murcia Turística          | 72   | 30 | 23 | 3 | 4  | 143 | 84  | +59 | Fase final                   |
| 2      | Inter Movistar                   | 64   | 30 | 19 | 7 | 4  | 103 | 68  | +35 | Fase final                   |
| 3      | Caja Segovia Fútbol Sala         | 61   | 30 | 19 | 4 | 7  | 112 | 77  | +35 | Fase final                   |
| 4      | Xacobeo 2010 Lobelle de Santiago | 60   | 30 | 18 | 6 | 6  | 120 | 86  | +34 | Fase final                   |
| 5      | FC Barcelona                     | 57   | 30 | 17 | 6 | 7  | 97  | 57  | +40 | Fase final                   |
| 6      | Marfil Santa Coloma              | 43   | 30 | 13 | 4 | 13 | 106 | 107 | -1  | Fase final                   |
| 7      | MRA Navarra                      | 42   | 30 | 12 | 6 | 12 | 94  | 92  | +2  | Fase final                   |
| 8      | Carnicer Torrejón FS             | 40   | 30 | 12 | 4 | 14 | 117 | 124 | -7  | Fase final                   |
| 9      | Azkar Lugo FS                    | 40   | 30 | 11 | 7 | 12 | 92  | 113 | -21 |                              |
| 10     | Gestesa Guadalajara              | 38   | 30 | 11 | 5 | 14 | 106 | 119 | -13 |                              |
| 11     | Playas de Castellón              | 33   | 30 | 9  | 6 | 15 | 61  | 84  | -23 |                              |
| 12     | Sala 10 Zaragoza                 | 32   | 30 | 8  | 8 | 14 | 93  | 103 | -10 |                              |
| 13     | Reale Cartagena                  | 32   | 30 | 9  | 5 | 16 | 103 | 120 | -17 |                              |
| 14     | Benicarló Aeroport Castelló      | 23   | 30 | 5  | 8 | 17 | 70  | 90  | -20 |                              |
| 15     | Arcebansa Chint Zamora           | 22   | 30 | 6  | 4 | 20 | 92  | 122 | -30 | Descenso a División de Plata |
| 16     | Punctum Millenium Pinto          | 15   | 30 | 2  | 9 | 19 | 67  | 130 | -63 | Descenso a División de Plata |

Ascienden a División de Honor 2010/11: Grupo de Empresas Talavera y Fisiomedia Manacor.
Sistema de puntuación: Victoria = 3 puntos; Empate (E) = 1 punto; Derrota = 0 puntos

### Fase final
|  | Cuartos de final                           | Cuartos de final                           |                   |                           | Semifinales                                 | Semifinales                                 |  |                           | Final                                       | Final                                       |  |
|  | 8 de mayo - 16 de mayo Mejor de 3 partidos | 8 de mayo - 16 de mayo Mejor de 3 partidos |                   |                           | 18 de mayo - 23 de mayo Mejor de 3 partidos | 18 de mayo - 23 de mayo Mejor de 3 partidos |  |                           | 29 de mayo - 9 de junio Mejor de 5 partidos | 29 de mayo - 9 de junio Mejor de 5 partidos |  |
|  |                                            |                                            |                   |                           |                                             |                                             |  |                           |                                             |                                             |  |
|  |                                            |                                            |                   |                           |                                             |                                             |  |                           |                                             |                                             |  |
|  | 1 ElPozo Murcia Turística                  | 2                                          |                   |                           |                                             |                                             |  |                           |                                             |                                             |  |
|  | 1 ElPozo Murcia Turística                  | 2                                          |                   |                           |                                             |                                             |  |                           |                                             |                                             |  |
|  | 8 Carnicer Torrejón FS                     | 0                                          |                   |                           |                                             |                                             |  |                           |                                             |                                             |  |
|  | 8 Carnicer Torrejón FS                     | 0                                          |                   | 1 ElPozo Murcia Turística | 2                                           |                                             |  |                           |                                             |                                             |  |
|  |                                            |                                            |                   | 1 ElPozo Murcia Turística | 2                                           |                                             |  |                           |                                             |                                             |  |
|  |                                            |                                            | 5 FC Barcelona    | 0                         |                                             |                                             |  |                           |                                             |                                             |  |
|  | 4 Xacobeo 2010 Lobelle                     | 1                                          | 5 FC Barcelona    | 0                         |                                             |                                             |  |                           |                                             |                                             |  |
|  | 4 Xacobeo 2010 Lobelle                     | 1                                          |                   |                           |                                             |                                             |  |                           |                                             |                                             |  |
|  | 5 FC Barcelona                             | 2                                          |                   |                           |                                             |                                             |  |                           |                                             |                                             |  |
|  | 5 FC Barcelona                             | 2                                          |                   |                           |                                             |                                             |  | 1 ElPozo Murcia Turística | 3                                           |                                             |  |
|  |                                            |                                            |                   |                           |                                             |                                             |  | 1 ElPozo Murcia Turística | 3                                           |                                             |  |
|  |                                            |                                            | 7 MRA Navarra     | 1                         |                                             |                                             |  |                           |                                             |                                             |  |
|  | 2 Inter Movistar                           | 0                                          | 7 MRA Navarra     | 1                         |                                             |                                             |  |                           |                                             |                                             |  |
|  | 2 Inter Movistar                           | 0                                          |                   |                           |                                             |                                             |  |                           |                                             |                                             |  |
|  | 7 MRA Navarra                              | 2                                          |                   |                           |                                             |                                             |  |                           |                                             |                                             |  |
|  | 7 MRA Navarra                              | 2                                          |                   | 7 MRA Navarra             | 2                                           |                                             |  |                           |                                             |                                             |  |
|  |                                            |                                            |                   | 7 MRA Navarra             | 2                                           |                                             |  |                           |                                             |                                             |  |
|  |                                            |                                            | 3 Caja Segovia FS | 1                         |                                             |                                             |  |                           |                                             |                                             |  |
|  | 3 Caja Segovia FS                          | 2                                          | 3 Caja Segovia FS | 1                         |                                             |                                             |  |                           |                                             |                                             |  |
|  | 3 Caja Segovia FS                          | 2                                          |                   |                           |                                             |                                             |  |                           |                                             |                                             |  |
|  | 6 Marfil Santa Coloma                      | 1                                          |                   |                           |                                             |                                             |  |                           |                                             |                                             |  |
|  | 6 Marfil Santa Coloma                      | 1                                          |                   |                           |                                             |                                             |  |                           |                                             |                                             |  |
|  |                                            |                                            |                   |                           |                                             |                                             |  |                           |                                             |                                             |  |

| Campeón de la Liga Nacional de Fútbol Sala |
| ------------------------------------------ |
| ElPozo Murcia Turística Quinto título      |

## Goleadores
| Puesto | Jugador       | Equipo                  | Goles |
| ------ | ------------- | ----------------------- | ----- |
| 1      | Wilde         | ElPozo Murcia Turística | 36    |
| 2      | Héctor        | Marfil Santa Coloma     | 35    |
| 3      | Dani Salgado  | Marfil Santa Coloma     | 32    |
| 4      | Eka           | Xacobeo 2010 Lobelle    | 28    |
| 4      | Jaison        | Carnicer Torrejón       | 28    |
| 6      | Vinicius      | ElPozo Murcia Turística | 27    |
| 7      | Sergio Lozano | Reale Cartagena         | 26    |
| 8      | Charlie       | Gestesa Guadalajara     | 25    |
| 9      | Nano Modrego  | Caja Segovia FS         | 23    |
| 10     | José Carlos   | Carnicer Torrejón       | 22    |